# Szórványmagyarok
A szórványmagyarok a magyaroknak az a része, ami távol él a nagyobb magyar közösségektől, ezért tagjai a többi magyarnál jobban ki vannak szolgáltatva a többségi nemzetnek. Számarányuk nem éri el a 20%-ot, így a törvények nem biztosítják nyelvük hivatalos használatát. Sokszor nincsenek saját intézményeik, iskolájuk, médiájuk, anyanyelvi istentiszteletük sem. Tudósaikat, művészeiket általában nem magyarként, hanem magyar származásúként emlegetik. Sokan közülük menekültek, bevándorlók, de a szomszéd országok tömbmagyaroknak szélét az utódállamok közigazgatásilag leválasztották, így az ott élő magyarok is szórványhelyzetbe kerültek. Habár létszámuk összesen eléri a 2 milliót, sokáig minden külső támogatás nélkül kellett szembenézniük a beolvadással. Sok közösség már eltűnőben van, vagy már csak tudatában magyar: a szórvány fele már nem beszéli, vagy idegen nyelv módjára tanulja a magyar nyelvet. Azóta már a magyar cserkészet, a közmédia is intézményileg támogatja őket. A cserkészet találkozókat szervez, ahol a több különböző országból származó cserkészek magyarul beszélhetnek egymással, így a nyelv megőrzését is segítik. A közmédiában a Duna Televízió magyar műsorokat közvetít nekik, amik műholdon is foghatók. Hasznosak lehetnek az Interneten levő magyar nyelvi anyagok is. De nemcsak a nyelv, hanem a kultúra más elemei, így a népművészet, a néptánc és népzene is segítheti a szorosabb kötődést a nemzethez, különösen a már csak származásukban, tudatukban magyarok között, akik már nem beszélik a nyelvet. A kultúra megőrzését szolgálja a Petőfi-ösztöndíj. Felvetődött már az intézményrendszer megteremtése világszerte, és legalább vasárnapi iskolákat létrehozni a magyar kultúra továbbadására.

## Számuk
A Magyarok Világszövetsége szerint 1996-ban 15,7 millió magyar élt, ebből 13 millióan a Kárpát-medencében. Az itt élő, szórványnak tekinthető népesség aránya nem szerepel a jelentésben.
| A Kárpát-medencén kívül élő magyarok száma kontinensek szerint | A Kárpát-medencén kívül élő magyarok száma kontinensek szerint |
| -------------------------------------------------------------- | -------------------------------------------------------------- |
| Ausztrália és Új-Zéland                                        | 60 000                                                         |
| Afrika                                                         | 30 000                                                         |
| Ázsia                                                          | 230 000                                                        |
| Dél- és Közép-Amerika                                          | 130 000                                                        |
| Észak-Amerika                                                  | 1 930 000                                                      |
| Európa                                                         | 360 000                                                        |
| Összesen                                                       | 2 740 000                                                      |

Ezekben a létszámokban benne vannak azok is, akik már teljesen elvesztették a kapcsolatot a magyar kultúrával, és csak magyar származásúnak vallják magukat.